# Antoine Tisné
Antoine Tisné (* 29. November 1932 in Lourdes; † 19. Juli 1998 in Paris) war ein französischer Komponist.
Tisné studierte am Conservatoire de Paris bei Georges Hugon, Noël Gallon, Darius Milhaud, Jean Rivier und André Jolivet und erhielt erste Preise in den Fächern Kontrapunkt, Harmonielehre, Fuge und Komposition. 1962 gewann er den Ersten Second Grand Prix de Rome.
Von 1967 bis 1992 war er Musikinspektor beim französischen Kultusministerium, danach Inspektor für die städtischen Konservatorien von Paris. Für seine Kompositionen erhielt er zahlreiche Preise: den Prix de la Fondation Copley, den Prix Halphen, den Prix Lili Boulanger, den Prix de la Fondation Koussevitsky, den Prix Casa Velasquez, den Grand Prix musical de la Ville de Paris und den Prix des compositeurs de la Sacem.
Tisnés Begräbnisfeier fand am 23. Juli 1998 in der Pariser Kirche Saint-Christophe-de-Javel statt. Seine letzte Ruhestätte fand er auf dem Friedhof Cimetière parisien de Pantin.

## Werke
- Hommage à Calder für Cembalo, 1970
- Luminescences für Orgel, 1970
- Arborescences I Prophase, Métaphase, 1974
- Arborescences II Anaphase, Télophase, 1974
- Cristaux de feu für Cembalo, 1975
- Astres au relief d'or für zwei Schlagzeuger, 1982
- Psaume 57 für Vokalensemble, großen Chor und Orgel, 1989
- Offertorium pour Chartres
- Monodies pour des Espaces Sacrés
- Alta Mira
- Music for Stonehenge
- Chant pour Un Autre Galaxie
- Hymne pour Notre Temps für 15 Saxophone
- Edenic's Events
- Emotion für Trompete
- Héraldiques, Sonate für Trompete und Klavier
- Horizons für Klarinette und Viola
- Konzert für Viola und Orchester
- Konzert für Violine und Orchester
- Konzert für Violoncello und Orchester
- Lac für Klavier
- Ragas ("Homage to René Daumal") für Sprecher, Klavier, Ondes Martenot und Schlagzeug
- Soliloques
- Sonate für Viola und Klavier
- Sonate für Violine und Klavier
- Visions des Temps Immémoriaux für Klavier, Ondes Martenot und Schlagzeug

| Personendaten    | Personendaten           |
| ---------------- | ----------------------- |
| NAME             | Tisné, Antoine          |
| KURZBESCHREIBUNG | französischer Komponist |
| GEBURTSDATUM     | 29. November 1932       |
| GEBURTSORT       | Lourdes                 |
| STERBEDATUM      | 19. Juli 1998           |
| STERBEORT        | Paris                   |